# Carthage (Missouri)
Carthage – miasto w Stanach Zjednoczonych, w stanie Missouri, siedziba administracyjna hrabstwa Jasper.